# Васіліс Каррас
Васіліс Каррас (грец. Βασίλης Καρράς), справжнє ім'я Васіліс Кесоглідіс (грец. Βασίλειος Κεσογλίδης; 12 листопада 1953, Кавала, Греція — 24 грудня 2023) — грецький співак, один з найвідоміших виконавців лаїко.

## Біографія
Васіліс Каррас народився у Кокінохорі, неподалік від Кавали. У віці 10 років разом із сім'єю переїхав до Салонік. 1969 року у 16 років він вперше вийшов на сцену у бузукіа «Πρόσφυγα». Незабаром став популярним по всій Північній Греції як виконавець лаїко.
1980 року вийшов його перший альбом. У 1990-х роках Каррас співпрацював із Міхалісом Ракінтзісом, Заферісом Меласом. З 1996 року почав співпрацювати з композитором Фівосом з метою створення альбому. У результаті співпраці з'явився альбом «Τηλεφωνησέ μου», який став чотири рази платиновим, а Каррас став супер-популярним. З цього альбому почав формуватися особливий музичний стиль Карраса, для якого характерне поєднання сучасної, західної музики з народною піснею, на основі бузукі. Спільно з Фівосом випустив альбом «Επιστρέφω».
Васіліс Каррас співпрацює з багатьма грецькими виконавцями, такими як Толіс Воскопулос, Христос Дантіс, Ірині Меркурі, Костас Карафотіс, Деспіна Ванді. Його концерти мали великий успіх у всьому світі, зокрема у США, Канаді, країнах Західної Європи, Азії та Австралії. З 10 лютого по травень 2012 року Васіліс Каррас співпрацюв на сцені Teatro Music Hall в Афінах із Нікосом Макропулосом і гуртом Vegas.
У квітні 2012 року диск «Έτσι λαϊκά» офіційно отримав статус платинового. Також пипущено серію «BEST OF» із чотирьох дисків вибраних пісень Васіліса Карраса. Окремим синглом вийшов дует Карраса та репера Master Tempo «Εδώ για σένα». Взимку 2012 – 2013 року Васіліс Каррас співатиме у Teatro Music Hall в Афінах. Його виступ супроводжуватимуть Пантеліс Пантелідіс та Паола Фока. 8 вересня 2013 року Васіліс Каррас випустив новий альбом «Κύριος μα… και αλήτης», всі 12 пісень альбому були написані композитором Фівосом . Альбом вийшов під лейблом звукозаписної компанії Spicy. Новий альбом співака мав величезний успіх у слухачів і протягом п'яти тижнів став 7 разів платиновим. Офіційна церемонія вручення премії відбулася 16 жовтня 2013 року,. У зимовому сезоні 2013 — 2014 років Васіліс Каррас виступає в клубі Fever з Нікосом Ікономопулосом і Елені Фурейра. Прем'єра програми відбулася 6 грудня. В травні 2014 року Каррас розпочинає співпрацю з Роккосом в Салоніках. Експеримент вдався. Тому взимку 2014 — 2015 вони виступають в спільній програмі в Афінах в клубі Enastron.
Василіс Каррас помер у віці 70 років після серцевого нападу в Міжбалканській лікарні Салонік, захворівши на COVID-19 і боровшись з раком. Його тіло розмістили на всенародне паломництво у храмі Святої Софії у Салоніках 26 грудня. Поховання відбулося 27 грудня у його рідному місті Коккінохорі Кавала.

## Дискографія

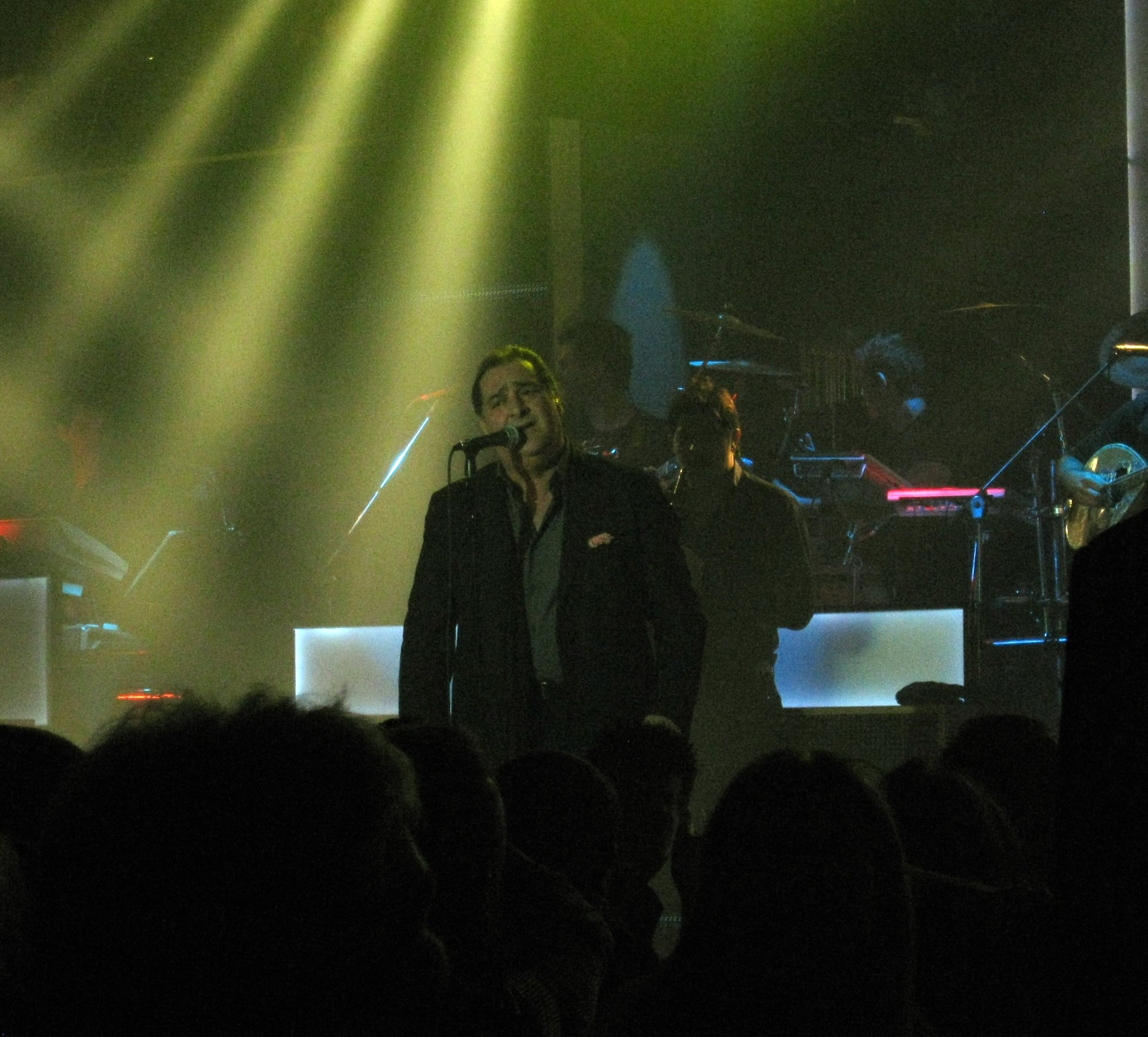
Під час виступу, 2010 рік

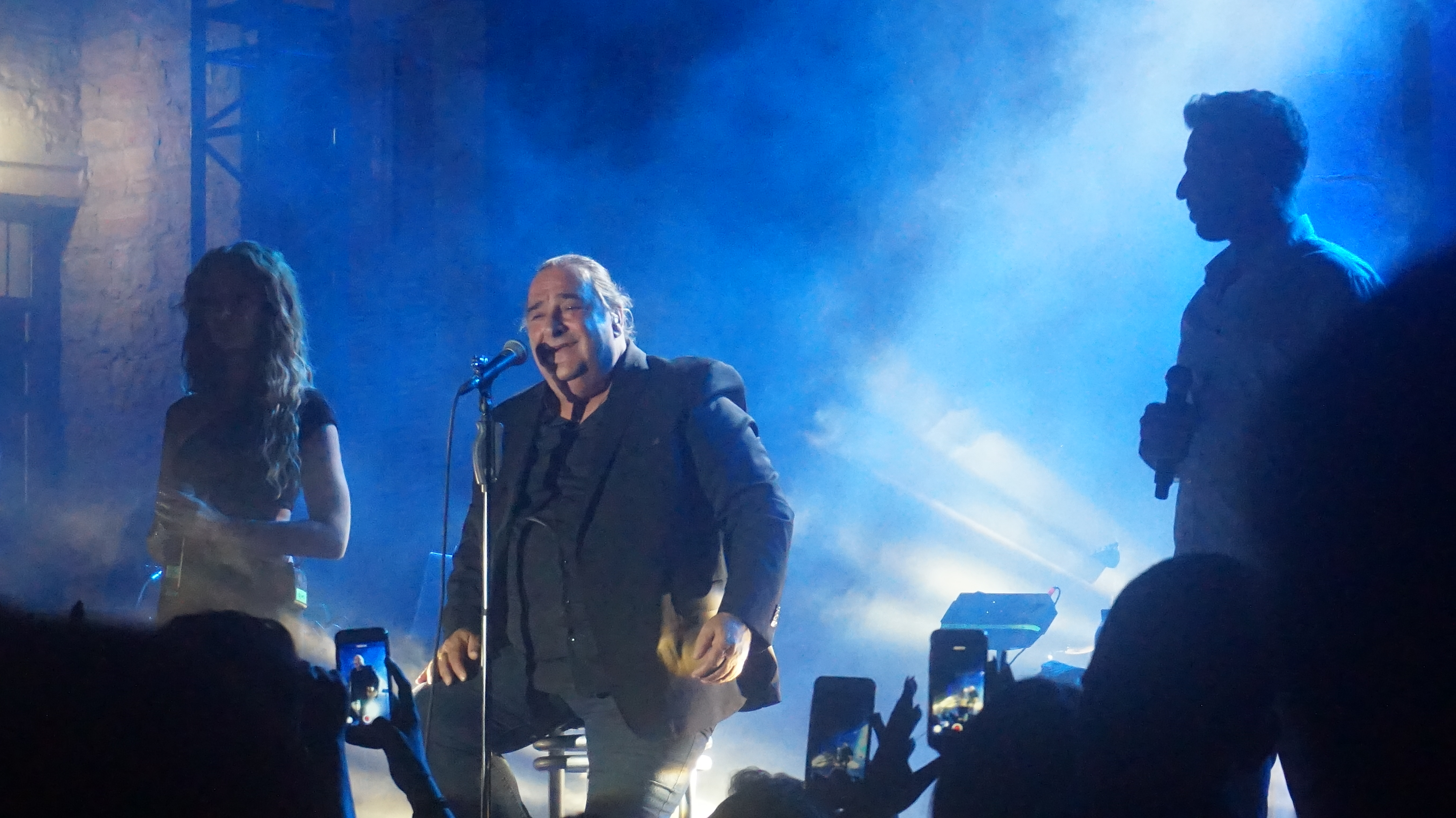
Під час виступу, 2019 рік

| - 1980: – "Αλησμόνητες Ώρες" - 1982: – "Τι Λες Καλέ" - 1984: – "Γιατί Να Χωριστούμε" - 1985: – "Μη Χαθείς" - 1987: – "Απ' Την Θεσσαλονίκη Με Αγάπη" - 1988: – "Αποκλειστικά Για Σένα" - 1989: – "Αυτή Τη Νύχτα" - 1990: – "Είσαι Παντού" - 1991: – "Λέγε Ότι Θες" - 1992: – "Τραγούδια Απ' το Συρτάρι" - 1992: – "Δεν Πάω Πουθενά" - 1993: – "Πως Τολμάς" - 1994: – "Χρέωσέ Το Σε Μένα" - 1995: – "Φταίς Εσύ" - 1996: – "Τηλεφωνησέ Μου" - 1997: – "Μ' Έχεις Κάνει Αλήτη" - 1998: – "Επιστρέφω" - 1999: – "Αυτοπεποίθηση" - 2001: – "Γύρισε" - 2002: – "Λόγια Της Νύχτας" - 2002: – "Τα Δικά Μου Τραγούδια" - 2003: – "Πάρε Το Δρόμο Κι Έλα" - 2005: – "Όλα Ένα Ψέμα" - 2007: – "Όνειρα" - 2009: – "Όπως Παλιά" - 2010: – "Αχ Μοναξιά Μου" - 2010: – "Σ'τα Είπα Όλα" - 2011: – "Έτσι Λαϊκά" - 2013: – "Κύριος Μα...Και Αλήτης" - 2014: – "Επιλογή Μου - 2015: – "Απ' Το Βορρά Μέχρι Το Νότο" - 2016: – "Τα Καλύτερα Ταξίδια" - 2017: – "Αλήτη Με Λένε" - 2020: – "Ρωτάς Αν Σ' Έχω Ερωτευθεί" - 2023 – "Είμαι Εδώ" |

### Збірник колекційних альбомів
- 1984: — "Να Θυμηθούμε Τα Παλιά"
- 1991: — "Αστέρια Του Βορρά"
- 1991: — "Μια Βραδιά Στα Νέα Δειλινά Με Τον Βασίλη Καρρά (Ζωντανή Ηχογράφηση)"
- 1993: — "Νύχτα Ξελογιάστρα - Τα Τραγούδια Που Αγαπώ"
- 1994: — "Στη Σαλονίκη Μια Φορά"
- 1990: — "10 Χρόνια Βασίλης Καρράς"
- 1997: — "Τα Κλικ Του Β. Καρρά"
- 1998: — "Οι Καλύτερες Επιτυχίες"
- 1999: — "20 Χρονια"
- 1999: — "Άστην Να Λέει (Τα Καλύτερα Τραγούδια 1991-1995)"
- 2000: — "Οι Μεγαλύτερες Επιτυχίες του Β. Καρρα 1991 – 1999"
- 2002: — "Οι Μεγαλύτερες Επιτυχίες Του"
- 2002: — "32 Μεγάλες Επιτυχίες"
- 2004: — "Τηλεφώνησέ Μου - Τα Καλύτερα Τραγούδια - 1996-2003"
- 2004: — "Τα Καλύτερα Τραγούδια του Β. Καρρα"
- 2005: — "Βασίλης Καρράς"
- 2006: — "14 Μεγάλα Τραγούδια"
- 2006: — "Οι Επιτυχίες Του"
- 2007: — "14 Μεγάλα Τραγούδια №2"
- 2007: — "Βασίλης Καρράς"
- 2008: — "Τα Τραγούδια Της Ζωής Μου"
- 2009: — "Ο Βασίλης Καρράς Παρουσιάζει Πόντος Δικαίωμα Στη Μνήμη (Ανέκδοτες Ηχογραφήσεις)"
- 2010: — "39 Μεγάλα Τραγούδια"
- 2010: — "Απονιά Μου Δείχνεις"
- 2010: — "49 Μεγάλες Επιτυχίες"
- 2013: — "Οι Χρυσές Επιτυχίες"
- 2014: — "Τζιβαέρι Μου - 22 Δημοτικά Τραγούδια
- 2014: — "Πορτρέτο - Περιέχει 30 Μεγάλες Επιτυχίες"
- 2014: — "Γεροντοπείσματα"
- 2015: — "Όπως Παλιά (Best Of)"
- 2016: — "40 Χρόνια Τραγούδι"
- 2016: — "Best Of - Με Αγάπη, Βασίλης Καρράς"
- 2016: — "Τα Ζεϊμπέκικα"
- 2020: — "Πειρατές Και Πίθηκοι"

### Концертні альбоми
- 1988: - "Μια Βραδιά Στη Θεσσαλονίκη"
- 1991: - "Μια Βραδιά Στα Νέα Δειλινά Με Τον Βασίλη Καρρά (Ζωντανή Ηχογράφηση)"
- 2003: - "Τραγούδι Στα Παιδιά - Live Στο Θέατρο Λυκαβηττού"
- 2008: - "Όλα Μου Τα Χρόνια Live"
- 2009: - "Live"
- 2009: - "Καρράς*, Γονίδης* - Live Non Stop Mix"
- 2012: - "Teatro Music Hall"
- 2012: - "Summerlife 2012 • Βασίλης Καρράς Live"
- 2013: - "Πρώτο Τραπέζι Πίστα (live)"

### DVD-диски
- 2004: - "Βασίλης Καρράς 1991 — 2003 (DVD)"
- 2004: - "2004 Hits On Dvd (1991-2003)"

### Позаальбомні пісні
- 2012 – "Εγώ Δεν Είχα Όπλα"
- 2018 – "Σ' Αγαπώ"
- 2018 – "Θα Πιω Και Θα Τα Σπάσω"
- 2019 – "Σήκω Πάνω Κάτσε Κάτω"
- 2019 – "Το Καλό Που Σου Θέλω"
- 2021 – "Εσύ Μπορεί"
- 2021 – "Λένε Για Μένα"
- 2021 – "Νύχτα Γενάρη"
- 2021 – "Ποιος Αγαπάει Πιο Πολύ"

### Спільні дуети
- 1992 — «"Τι Μου Συμβαίνει"» (спільно з Маріанфі Кефалаю)
- 1996 — «"Το Δηλητήριο"» (за уч. з Константіною)
- 2000 — «"Θα Σε Νοιάζομαι"» (спільно з Анджелою Дімітріу)
- 2004 — «"Αχάριστη Κι Αλήτισσα"» (за уч. з Деспіною Ванді)
- 2007 — «"Το Άσπρο Μου Πουκάμισο» (спільно з Христосом Дантісом)
- 2007 — «"Εμείς Οι Δυο» (за уч. з Ірині Меркурі)
- 2007 — «"Μη Ζητήσεις Συγνώμη"» (спільно з Ангелікі Іліаді)
- 2008 — «"Δεν Θα Σταθώ Εμπόδιό Σου» (за уч. з Пеггі Зіною)
- 2010 — «"Δεν Την Παλεύω» (спільно з Еллі Коккіну)
- 2012 — «"Η Αγάπη Είναι Θύελλα» (спільно з Паолаю)
- 2012 — «"Για Τον Ίδιο Άνθρωπο Μιλάμε» (за уч. з Пантелісом Пантелідісом)
- 2012 — «"Εδώ Για Σένα» (спільно з Master Tempo)
- 2013 — «"Πες Το Καθαρά» (за уч. з Елені Фурейраю)
- 2014 — «"Δυο Κουβέντες Ανδρικές» (спільно з Стеліосом Роккосом)
- 2016 — «"Έλα Μου» (за уч. з Нікосом Зоїдакісом)
- 2017 — «"Ούτε Λέξη» (спільно з Кеті Гарбі)
- 2018 — «"Έλα Πιο Κοντά» (за уч. з Bo)
- 2018 — «"Όλοι Για Τα Μπετά Δουλεύουμε» (спільно з Сократісом Маламасом)
- 2019 — «"Απ' Το Βορρά Μέχρι Το Νότο (MAD VMA 2019 Version)» (за уч. з Komis-X.)
- 2019 — «"Άσ' Τη Να Λέει (MAD VMA 2019 Version)» (спільно з Еленою Папарізу)
- 2019 — «"Είναι Στιγμές» (за уч. з Спіросом Кордерасом)
- 2021 — «"Πόση Μοναξιά» (спільно з  Стеліосом Роккосом та Меліною Асланіду)
- 2022 — «"Είναι Στιγμές» (за уч. з Йоргосом Какосеосом)